# 孙会宗
孙会宗（?—?），西汉西河郡（今内蒙古鄂尔多斯市东胜区）人。
孙会宗有知略，汉宣帝时任安定郡太守，与光祿勳杨恽是好友。杨恽失爵居家治产业，招揽宾客，以财自娱。孙会宗于是写信劝诫，认为大臣废退，不应当治产业，通宾客。杨恽因为言语被废爵免官，心怀不服，在回信中表现了怨气。杨恽对侄子杨谭发泄对朝廷的不满，于是被马吏所告，五凤四年（前54年）获罪腰斩。孙会宗因为和杨恽朋友，受株连被免官。